# الدوري الألماني الشرقي 1951–52
الدوري الألماني الشرقي 1951–52 هو الموسم 5 من  الدوري الألماني الشرقي. أقيم خلال الفترة 29 أغسطس 1951 وحتى 11 مايو 1952، وكان عدد الأندية المشاركة فيه  19، وفاز فيه Turbine Halle ‏.